# ماريا خان
ماريا جميلة خان (من مواليد 9 نوفمبر 1990) هي لاعبة كرة قدم محترفة تلعب في خط الوسط مع نادي شعلة الشرقية السعودي وتقود المنتخب الوطني الباكستاني للسيدات. وُلدت في الولايات المتحدة لأب باكستاني أمريكي، وانتقلت إلى الإمارات العربية المتحدة، ولعبت مباريات ودية مع منتخب الإمارات العربية المتحدة قبل أن تقرر تمثيل بلاد أجدادها باكستان على المستوى الدولي.

## مسيرتها الكروية
في عام 2009، انضمت خان إلى نادي دنفر بايونيرز في الولايات المتحدة، حيث كانت حارسة مرمى. في عام 2013، انتقلت خان إلى الإمارات العربية المتحدة لمتابعة دراسة الماجستير. هناك، انتقلت إلى لفريق الهواة حيث وقعت مع فريق إماراتي، وأصبحت لاعبة خط وسط. هُناك تعلمت المزيد عن كرة القدم النسائية في باكستان، مما دفعها في النهاية للعب مع فريق وابدا في البطولة الوطنية لكرة القدم للسيدات 2018. في أغسطس 2023، انضمت إلى نادي شعلة الشرقية الذي يلعب في الدوري السعودي الممتاز للسيدات.

## مسيرتها الدولية
في أكتوبر 2020، كانت خان واحدة من 30 لاعبة استدعيت للمعسكر التدريبي للمنتخب الباكستاني للسيدات. في أغسطس 2022، عُينت قائدة للمنتخب الوطني.
تلقت الثناء من جميع أنحاء باكستان بما في ذلك رئيس وزراء باكستان شهباز شريف لهدفها ضد السعودية.

## الأهداف الدولية

### الإمارات العربية المتحدة
| #. | التاريخ       | المكان                                         | الخصم | الهدف | النتيجة | المنافسة    |
| -- | ------------- | ---------------------------------------------- | ----- | ----- | ------- | ----------- |
| 1. | 1 أكتوبر 2021 | ملعب ذياب عوانة، دبي، الإمارات العربية المتحدة | الهند | 1–3   | 1–4     | مباراة ودية |

### باكستان
| #. | التاريخ       | المكان                                     | الخصم    | الهدف | النتيجة | المنافسة                            |
| -- | ------------- | ------------------------------------------ | -------- | ----- | ------- | ----------------------------------- |
| 1. | 15 يناير 2023 | استاد الأمير سعود بن جلوي، الخبر، السعودية | موريشيوس | 1 –1  | 1–2     | بطولة جنوب آسيا الودية للسيدات 2023 |
| 2. | 19 يناير 2023 | استاد الأمير سعود بن جلوي، الخبر، السعودية | السعودية | 1 –1  | 1–1     | بطولة جنوب آسيا الودية للسيدات 2023 |

## الحياة الشخصية
وُلدت ماريا جميلة خان في عائلة بشتونية.
ماريا هي ابنة أخت جهانكير خان، الذي يعتبر على نطاق واسع أفضل لاعب اسكواش في التاريخ، وحفيدة لاعب الاسكواش هاشم خان.
ماريا متزوجة من عمر الدوري، مدرب اللياقة البدنية البريطاني من أصل عراقي سعودي مقيم في دبي.